# Opatija
Opatija (tal. Abbazia) je grad u zapadnoj Hrvatskoj, na potezu od Rijeke prema Istri.

## Gradska naselja
Grad Opatija sastoji se od deset naselja (stanje 2021.).
| Naselje   | Stanovništvo (2021.) |
| --------- | -------------------- |
| Dobreć    | 375                  |
| Ičići     | 836                  |
| Ika       | 295                  |
| Mala Učka | 1                    |
| Opatija   | 5701                 |
| Oprič     | 719                  |
| Pobri     | 1096                 |
| Poljane   | 547                  |
| Vela Učka | 41                   |
| Veprinac  | 1008                 |

## Zemljopis i klima
Smještena podno planine i parka prirode Učka, Opatija pruža izvrstan odabir za odmor ljeti i zimi. Predivna priroda, parkovi, stare austro-ugarske ville, šetališta i plaže već 160 godina privlače turiste iz Europe i svijeta. Opatija je vodeće turističko mjesto u Republici Hrvatskoj za organizaciju kongresa, seminara i savjetovanja. Festivalima, koncertima, izložbama i drugim kulturnim i sportskim događanjima Opatija tijekom cijele godine nudi kulturno zabavne sadržaje.
Opatija se nalazi na istočnoj obali istarskoga poluotoka, i leži u podnožju planine Učka. Najveći je grad i središte liburnijskog prostora koji se proteže od Plomina, uzduž obale i planinskim masivom Učke i Ćićarije do Rupe i Kastva.
Opatija je turistički gradić, pitoresknog izgleda. Svojom tradicijom i izgledom izdvaja se od ostalih turističkih gradova jer je njegova, iako kratkotrajna povijest vrlo životopisna.
Klima Opatije je submediteranska što znači da nije kao u Dalmaciji, već su temperature nešto niže, a i padalina te oblačnih dana u godini ima više nego u južnijim predjelima Jadrana.

## Stanovništvo
Prema popisu iz 2001. godine u Opatiji većinom žive Hrvati 11 047 (86,9 % stanovništva), dok su od nacionalnih manjina najzastupljeniji Srbi 339 (2,67 %), Slovenci 207 (1,63 %) i Talijani 144 (1,13 %).
Prema popisu iz 2011. godine u Opatiji žive Hrvati 10 265 (88,04 %) te kao najzastupljenije manjine Srbi 312 (2,68 %), Talijani 169 (1,45 %) i Slovenci 151 (1,30 %).
| broj stanovnika | 4491  | 4159  | 4775  | 5994  | 8430  | 11825 | 9625  | 11865 | 10098 | 9920  | 11154 | 12242 | 13614 | 13566 | 12719 | 11659 | 10619 |
|                 | 1857. | 1869. | 1880. | 1890. | 1900. | 1910. | 1921. | 1931. | 1948. | 1953. | 1961. | 1971. | 1981. | 1991. | 2001. | 2011. | 2021. |

| broj stanovnika | 1546  | 1073  | 1313  | 2596  | 4132  | 6552  | 5062  | 6233  | 6975  | 6830  | 7974  | 8995  | 9536  | 9073  | 7850  | 6657  | 5701  |
|                 | 1857. | 1869. | 1880. | 1890. | 1900. | 1910. | 1921. | 1931. | 1948. | 1953. | 1961. | 1971. | 1981. | 1991. | 2001. | 2011. | 2021. |

## Uprava
1993. – 2001.
- gradonačelnik – Axel Luttenberger (IDS)

2001. – 2005.
- gradonačelnik – Ranko Vlatković (HNS)

2005. – 2009.
- gradonačelnik – Amir Muzur (Nezavisna lista)

2009. – 2013.
- gradonačelnik – Ivo Dujmić (SDP)
- zamjenik gradonačelnika – Ernie Gigante Dešković (nezavisni)
- zamjenica gradonačelnika – Marina Gašparić (HNS)
- predsjednik Gradskog vijeća – O'Brien Sclaunich (IDS)

2013. – 2017.
- gradonačelnik – Ivo Dujmić (SDP)
- zamjenik gradonačelnika – Fernando Kirigin (SDP)
- zamjenica gradonačelnika – Marina Gašparić (HNS)
- predsjednik Gradskog vijeća – Viktor Peršić (SDP)

2017. – 2021.
- gradonačelnik – Ivo Dujmić (nezavisni)
- zamjenik gradonačelnika – Emil Priskić (nezavisni)
- zamjenica gradonačelnika – Vera Aničić (nezavisni)
- predsjednik Gradskog vijeća – Robert Kurelić (AM)

Od 2021.
- gradonačelnik – Fernando Kirigin (SDP)
- zamjenica gradonačelnica – Kristina Đukić (SDP)
- predsjednica gradskog vijeća – Neva Slani (AM)

U svakom slučaju, "staro" u opatijskoj terminologiji označava predturističko doba, dakle Opatiju prije 1884. i urbanističkih preinaka Društva južnih željeznica (Südbahngesellschaft). Kao što je kopnilo staro rezoniranje lokalnih ribara, mornara i tkalja, tako su se na račun te nove turističke logike rastakali i njihovi kućerci – što prepuštani generaldirektoru Friedrichu Schüleru, što preobrazujući se pod istim vlasnicima u ugostiteljske kasarne.

### Predturistička Opatija
Saživjeti se sa "starom" Opatijom znači uroniti u ulični raster bitno različit od današnjeg. Ako bismo se danas zaželjeli prošetati predturističkom glavnom ulicom, čekao bi nas niz iznenađenja. Najsjeverniji dio "pra-Ulice maršala Tita" imao je isti tok kao i danas: od Škrbića do Tržnice vrijeme je diralo ljude i zgrade, ali ulicu ne. Međutim, dalje već treba zagaziti u neugledni sporedni kvart Radničke ceste, zavijajući s Mrkata u brdo, proći između Barića i Riječke banke i spustiti se do Ribarskog trga (Piazza vecchia) iza današnje foto-radnje Luigi. Na ovom se mjestu prodavalo ribe, voće i povrće davno prije izgradnje Tržnice našeg vremena. Stiješnjena između vila Dalibor (s pisarnom "Družbe svetih Ćirila i Metodija za Istru" i stanom Viktora Cara Emina) i Ertl (kasnije, po vlasniku pekaru, Rosenberger) s jedne, a Ježice s druge strane, stara se glavna ulica u luku dizala do trga zvanog Stendardo, po zastavi koju bi ovdje izvjesili o blagdanu. Tu, na križanju s današnjom Ulicom sv. Florijana, još do pred par desetljeća Učkari su prodavali drvo i ugljen s oprćenih magaraca. Spuštajući se u nastavku Ulicom sv. Florijana, stara glavna ulica odvela bi nas dalje, do hotela Palme: ovdje se vraćamo na M. Tita i na glavnu ulicu današnje Opatije. Ali već pod kavanom Paris opet moramo skrenuti, u usku Teslinu ulicu. Tu na nas čeka nespretna megalomanska konstrukcija vile Rudovits (alias Schanzer), kapelica Sv. Kuzme, Zora i ostaci ostataka nekad slavnog opatijskog kina. Tu, pred Zorom, na ex-magistralu izlazi stubište (stiješnjeno između kućebrojeva 118 i 120 u Ulici m. Tita) koje se s druge strane današnje glavne ulice nastavlja u procijepu između vile Devana i hotela Atlantik: to je bila spojnica crkve Sv. Jakova s uličnom mrežom stare Opatije. Slijedeći logiku stare magistrale, međutim, mi bismo nastavili dalje, Stubištima Theodora Billrotha i Edite Stern (danas na tom putu siječemo Dobrilinu ulicu i Novu cestu), sve do ulice Vrutki.
Druga arterija Opatije, spoj dviju i opet danas živućih ulica – E. Kumičića i Vrutki, bila je najdulji cestovni kontinuitet, presječen tek u našem stoljeću izgrađenom Novom cestom (1908.). Prečica koja je povezivala razilazeće tokove (E. Kumičić-Vrutki i donja ulica – "pra-M. Tita") nakon bifurkacije nedaleko tržnice, bila je današnja Ulica sv. Florijana (ex M. Gorkog).
Kuće stare Opatije nisu bile grupirane samo oko tih prometnica, već su dijelom slijedile i davnu logiku bježanja od obale koja izlaže mnogim opasnostima. Izrazito velika skupina kuća tako je činila Jelenkino ili Jelenkinu Vas, za tadašnje relacije samostalno naselje smješteno oko              sjevernog dijela današnje Ulice B. Želea s nastavkom prema Putu u Bregi i Ulici E. Bošnjaka. Ovdje je na razmjerno maloj površini bilo koncentrirano oko 25% opatijskih kuća – na mjestu najudaljenijem od crkve Sv. Jakova, a značaj "naselju" svakako je davala i krčma Matije Dujmića na broju 88.
Dakako, unatoč svim zahvatima koje je turizam nametnuo licu grada, poneka fasada iz starije ere oduprla se vremenu, ostajući često okrenuta užom stranom moru, kako su propisivale regule zaštite od gusarskog oka. Premda su mnoge kuće, obilježene na jedinom predturističkom katastarskom planu (1820.), nestale, kao, recimo, kuće na mjestu današnje fontane na Slatini, ili kuća Paskvalea Jačića pred glavnim ulazom u hotel Imperial, ili kućerak Jurkovića Suca na mjestu betonskog kupališta pred vilom Amalia, mnoge su se održale na svom mjestu, preživješi obilate rekonstrukcije i proširenja. Takva je kuća na adresi M. Tita 78 (Maxi-bar), čitavo jezgro oko Vrutki 23-27 (možda najstarije stambeno jezgro Opatije uopće, gdje su se nastanili prvi kolonisti iz obitelji Giusti, u blizini potoka Vrutki i na ivici crkvenih zemljišta), ili kuća na adresi Teslina 4. Kuća Vrutki 15, uz kuću Šikićevih nad parkiralištem na Tržnici, sačuvala je za Opatiju iznimno rijetki "shod" (ulaznu natkrivenu platformu), a Sv. Florijana 12, gdje je rođen pjesnik Zoran Kompanjet i gdje živi pjesnikinja Marija Trinajstić, iza debelih zidova i pod niskom tavanicom još uvijek ima kuhinjsku "napu" (odvod za zrak) nad starinskim štednjakom.
Prošetati se tom "starom" Opatijom Vrutki, Jelenkine Vasi, Strojbarića, Križišća i Sv. Florijana, znači udahnuti miris ručkova, osluhnuti obiteljske raspre i zaviriti u svakodnevicu potomaka onih koji Opatiju nisu mogli izgraditi, ali su je zato oduvijek održavali svojim žuljevima kao poklonjenu rijetku biljku u vlastitom vrtu.

## Politika
Politička situacija u Opatiji vrlo je životopisna za grad takve veličine.
1993.-2001. vlast obnaša IDS na čelu s gradonačelnikom Axelom Luttenbergerom (IDS).
Mijenja se struktura Gradskog vijeća i postaje onakvom kakva je danas.
2001.-2005. vlast obnaša koalicija SDP-HNS-HSU na čelu s gradonačelnikom Rankom Vlatkovićem (HNS).
2005. – 2009. vlast obnaša Nezavisna lista Amira Muzura u koaliciji s HDZ-om i HSU-om na čelu s gradonačelnikom Amirom Muzurom (nezavisna lista)
Mijenja se izborni zakon. Gradonačelnici i dogradonačelnici se biraju izravno.
2009. vlast je preuzela koalicija SDP-IDS-HNS-HSU te je gradonačelnikom postao Ivo Dujmić (SDP), dogradonačelnikom Ernie Gigante Dešković (IDS) i dogradonačelnicom Marina Gašparić (HNS). Predsjednik Gradskog vijeća postao je O'Brien Sclaunich (IDS).

## Poznate osobe
- Beti Jurković, hrv. pjevačica
- Duško Jeličić, hrv. glazbenik
- Dražen Turina Šajeta, hrv. pjevač
- Ernie Gigante Dešković, hrv. književnik
- Melinda Kostelac, hrv. grafičarka
- Đuro Mihočka, hrv. nogometni sudac
- Claudia Beni, hrv. pjevačica

## Spomenici i znamenitosti
- Crkva sv. Jakova
- Villa Angiolina (1844.)
- Opatijski perivoj
- Lungomare
- Grand Hotel Kvarner (1884.) – prvi moderni hotel na hrvatskoj obali Jadrana
- Villa Amalia (1890.)
- Umjetnički paviljon "Juraj Šporer"
- Fontana – Helios i Selena – djelo kipara Hansa Rathautskyja (1889.)
- Djevojka s galebom – djelo kipara Zvonka Cara, postavljena uz more 1956.
- Madonna (1891.)
- Crkva Navještenja Blažene Djevice Marije
- Hotel Imperial (1885.)
- Ljetna pozornica
- Amerikanski vrtovi Opatija

U Opatiji na šetalištu Slatina je postavljeno prvih osam zvijezda. Opatija je prihvatila ideju, koju je Zagreb odbio, da se na poznatom šetalištu Slatina naprave zvijezde poznatih čemu su se protivli brojni građani Opatije smatrajući je lošom kopijom koja ne pokazuje opatijsku specifičnost na kojoj se treba graditi turizam. Dr. Amir Muzur, gradonačelnik Opatije, prihvatio je i potpisao ugovor u kojem podržava da se te zvijezde naprave. Jedan domaći pjevač je za svoj 34. rođendan poklonio svoju zvijezdu. Njegovo ime je Dražen Turina Šajeta. 18. ožujka otkrivene su zvijezde poznatih. To otkrivanje čekalo je mnogo ljudi s velikom znatiželjom. Jedan od njih bio je pjesnik Dragutin Tadijanović, koji je također imao svoju zvijezdu.
Zvijezde su dobili: Ivo Robić, Janica Kostelić, Dražen Petrović, Krešimir Ćosić, Oliver Dragojević, Miroslav Krleža, Dragutin Tadijanović, Miroslav Radman i Nikola Tesla. Do sada je postavljeno ukupno 32 mramorne zvijezde s imenima osoba koje su doprinijele promociji Hrvatske sa svojim sportskim, znanstvenim, umjetničkim i inim radom.
Projekt je doživio brojne kritike i polemike, i do sada nije ispunio osnovne klauzule napisane u ugovoru.

## Obrazovanje
Osnovne škole
- Osnovna škola Rikard Katalinić Jeretov  Arhivirana inačica izvorne stranice od 12. svibnja 2019. (Wayback Machine)

Srednje škole
- Ugostiteljska škola Opatija
- Hotelijersko-turistička škola  Arhivirana inačica izvorne stranice od 10. svibnja 2019. (Wayback Machine)
- Gimnazija Eugena Kumičića  Arhivirana inačica izvorne stranice od 11. svibnja 2019. (Wayback Machine)
- Obrtnička škola Opatija  Arhivirana inačica izvorne stranice od 2. studenoga 2018. (Wayback Machine)

Fakulteti
- Fakultet za menadžment u turizmu i ugostiteljstvu

## Kultura
- U Opatiji djeluje katedra Čakavskog sabora.
- Opatijski festival
- Hrvatski muzej turizma
- u Opatiji djeluje desetak udruga koje se aktivno bave kulturom, među njima Liburnia Jazz.
- RetrOpatija

- Liburnia Jazz Festival & Workshops i Liburnia Jazz Ex Tempore.[7]

## Konzulati
Nizozemska – gđa. Vanda Poščić, počasna konzulica

 Poljska – Dr. Amir Muzur, počasni konzul

## Šport
Godine 2014. u Opatiji je otvorena nova sportska dvorana. Nosi ime po Marinu Cvetkoviću, opatijskom košarkašu i poginulom branitelju Domovinskog rata. Športska dvorana Marino Cvetković proteže se na 11.000 kvadrata, veliki sportski teren ima 1.217 sjedećih mjesta zajedno s pomičnim tribinama koje se nalaze s jedne strane glavnog športskog terena. U nastavku se nalazi i jedna manja dvorana koja će služiti za zagrijavanje, odnosno za rekreaciju i sportove poput badmintona, karatea i stolnog tenisa, dok se u suterenu objekta nalazi parkiralište sa 137 parkirnih mjesta i 7 mjesta za invalide. Također, uz dvoranu osigurano je pet parkirnih mjesta za autobuse. U dvorani je predviđeno održavanje raznih sportskih manifestacija kao što su: rukomet, košarka, odbojka, mali nogomet, tenis, stolni tenis, gimnastika, badminton, boks, hrvanje, ostali borilački sportovi,  i ostali slični športovi, ali i kulturnih, poslovnih, izložbeno-sajamskih i zabavnih događanja koncerata, izložbi, sajmova, konvencija i kongresa. 
Kod Opatije je poznata automobilistička i motociklistička staza Preluk.
Od 1965. održava se ITF Internacionalni turnir veterana Opatija, jedan od najdugovječnijih veteranskih teniskih turnira u svijetu. Jedan je od gradova domaćina ITF Futures turnira Istarska Rivijera koji se održava od 1973.
Rally Opatija, koji se održava od 1992. je jedan od najdugovječnijih relija na teritoriju Hrvatske. Povremeno je u 90-im održavan Opatijski ženski rally, bodovan za hrvatsko prvenstvo žena u rallyu.
1912. održan je Međunarodni gambitni turnir Opatija, a tema je bio kraljev gambit. Na turniru je iskristalizirana opatijska varijanta kao najbolja mogućnost obrane za crne. To je prvi međunarodni šahovski turnir organiziran na teritoriju današnje Hrvatske (Opatija je u to vrijeme bila dio Austrije): 1. e4 e5 2. f4 d5 3. exd5 exf4 4. Sf3 Sf6.
Od 2016. u Opatiji se održava Svjetsko prvenstvo va pukalnicah, turistička, ali i sportska priredba.
ICO Crossminton Opatija Open koji je započeo 2008. bio je jedan od prvih crossminton turnira u Hrvatskoj.
Sedam godina zaredom na plaži Slatina održavan je Europski padobranski kup u preciznom slijetanju.
Održano je finale Europa kupa u inline slalomu 2007. pod nazivom IAEC Inline slalom Europa cup finals.
Održavaju se jedriličarske regate s dugom tradicijom: Cup Opatije (1974.), Galijola (1983.), Karneval kup (1995.).
Liburnija futsal cup održava se od 2011.

### Popis športskih klubova
- Auto klub Opatija
- Automobilistički klub Opatija motorsport
- Biciklistički klub Opatija-2010
- Boćarski klub Dobreć
- Boćarski klub Ika
- Boćarski klub Lovor Pobri
- Boćarski klub Opatija
- Boćarski klub Poljane
- Boćarski klub Veprinac
- Bridge sportski klub Opatija
- Jedriličarski klub Opatija
- Jedriličarski klub O.S.C.O.
- Jedriličarski klub Tramontana
- Karate klub Opatija
- Karate klub Volosko
- Kickboxing klub Opatija Fight Club
- Klub odbojke na pjesku Opatija
- Košarkaški klub Opatija
- Malonogometbi klub Gorovo
- Nogometni klub Opatija
- Odbojkaški klub Opatija
- Pikado klub Gorovo
- Rukometni klub Liburnija Opatija
- Rukometni Klub Opatija
- Speed badminton klub Pešekani
- Stolnoteniski klub Opatija 08
- Streljački klub DVD Oparija
- Šahovski klub Volosko
- Športsko ribolovni klub Ičići
- Športsko ribolovni klub Jadran
- Tenis klub Klifton
- Tenis klub Opatija
- Vaterpolo klub Opatija 1981
- Yacht club Croatia

## Gradovi prijatelji
Opatija ima uspostavljenu prijateljsku suradnju sa sljedećim gradovima: